# Маршания, Лорик Виссарионович
Лорик Виссарионович Маршания (Маршьан) (груз. ლორიკ ბესარიონის ძე მარშანია; 24 января 1932 год, Сухуми — 13 августа 2010 год, Тбилиси) — абхазский и грузинский учёный и общественный деятель, академик, доктор экономических наук, профессор, заслуженный деятель наук, автор более 200 научных трудов, монографий, книг, брошюр, статей по проблемам экономики и управления, кавалер ордена Вахтанга Горгасали I степени, лауреат Государственной премии имени Георгия Шарвашидзе, Советник Верховного Совета Абхазской АР (действующего в Тбилиси в изгнании), координатор неправительственной организации «Мирная Абхазия».

## Биография
Родился 24 ноября 1932 года в Сухуми в семье известного абхазского княжеского рода Маршания (Маршьан).
Окончил 4-ю средную школу в Сухуми, а в 1957 году — Московский государственный экономический институт.
После окончания института работал в Госплане Абхазии (1957—1959), затем стал аспирантом Московского государственного экономического института (1959—1963), позже работал научным сотрудником отдела экономики Абхазского научно-исследовательского института языка, литературы, истории и экономики имени Дмитрия Гулия Академии наук Грузинской ССР (1963—1964). Позже работал проректором Института субтропического хозяйства города Сухуми (1964—1973). Лорик Маршания занимал пост заместитель председателя Совета Министров Абхазии (1973—1975), секретаря Абхазского обкома партии (1978—1980), заместителя заведующего аграрным отделом Центрального Комитета Коммунистической партии Грузии (1980—1985), ректора Института управления народным хозяйством при Совете Министров Грузинской ССР (1985—1991).
Абхаз по национальности, Лорик Маршания был одним из немногочисленных абхазских государственных деятелей, которые оказали сопротивление лидеру сепаратистов Владиславу Ардзинба. После потери контроля над Абхазией в 1993 году, Лорик Маршания со своей семьёй покинул Абхазию и длительное время работал заместителем председателя правительства Автономной Республики Абхазия (1992—2002). В последние годы жизни Лорик Маршания был советником председателя правительства Абхазии (2002—2010) и координатором движения «Мирная Абхазия». Помимо этого, участвовал в Женевских переговорах, в которых отстаивал грузинскую точку зрения.
Лауреат Государственной премии имени Георгия Шарвашидзе, с формулировкой
За неутомимую общественно-политическую деятельность и за цикл публицистических работ 1980-1995 годов, посвященных межнациональным проблемам - взаимопониманию, взаимоуважению и единству абхазского и грузинского народов, за мир и согласие между всеми народами.
Указом Президента Грузии от 22 ноября 1997 года «За особые заслуги перед Отечеством, самоотверженность в борьбе за единение Грузии и значительный вклад в межнациональные отношения Маршания Лорик Виссарионович награждён орденом Вахтанга Горгасали I степени».
76-летний Лорик Маршания скончался в Тбилиси 13 августа 2010 года, причиной чего стали тяжелые травмы, полученные им в результате ДТП.
Лорик Маршания похоронен рядом с супругой в Тбилиси, возле озера Лиси, на кладбище вынуждено перемещенных лиц. На похоронах Лорика Маршания присутствовали представители властей и оппозиции. Все расходы, связанные с похоронами, оплатило государство.
Панихиду за упокой души Лорика Маршания отслужил в кафедральном Соборе Святой Троицы Католикос-патриарх всея Грузии Илия Второй.

## Отрывки из обращения к Владиславу Ардзинба
- «Я обращаюсь лично к Вам, Владислав Григорьевич, призывая с позиций реализма, без упрямства и амбиций, во имя спасения своего народа взвесить все „за“ и „против“, как это делают в тяжелые минуты испытаний подлинные государственные деятели. На Вас ложится ответственность за судьбу абхазского народа, особенно высокая в данный критический момент истории.»
- «Владислав Григорьевич! Поймите, наконец, что ваш святой гражданский долг — подняться выше собственных интересов и амбиций ради счастливого будущего абхазского народа!»
- «Кровь уже пролилась — и в немалой мере вследствие вашей неудачной политической режиссуры. В вашем положении истинный, честный и мужественный абхаз созовет сессию Верховного Совета Абхазии и уйдет в отставку во имя спасения нации, чтобы, не дай Бог, абхазский народ не постигла роковая судьба убыхов.»